# La Digue
La Digue je ostrov na Seychelách. Nachází se 43 km severovýchodně od hlavního města Victorie a patří ke správní jednotce La Digue and Inner Islands. Má rozlohu 10,08 km² a je pátým největším obydleným seychelským ostrovem, tj. nepočítaje atol Aldabra. Žije na něm okolo 2800 obyvatel (třetí nejlidnatější ostrov v zemi), kteří převážně hovoří seychelskou kreolštinou a vyznávají římskokatolické náboženství. Největším sídlem na ostrově je La Passe.

## Historie
Neobydlený ostrov objevil v roce 1742 francouzský mořeplavec Lazare Picault a nazval ho Ìle Rouge, Růžový ostrov, kvůli barvě pobřežních skalisek. V roce 1768 zde přistál Marc-Joseph Marion du Fresne a podle jeho lodi La Digue (Hráz) nese ostrov současné jméno. Od roku 1798 se zde usazovali francouzští kolonisté s černými otroky. V roce 1814 Francie na základě pařížské mírové smlouvy odstoupila Seychely včetně La Digue Britům, kteří zde vládli do roku 1976, kdy se Seychely staly nezávislou republikou.

## Přírodní podmínky
Vládne zde rovníkové podnebí, vnitrozemí je porostlé kalabovým lesem. Hlavními produkty ostrova jsou kokosové ořechy a vanilka, rozvíjí se turistický ruch. Atrakcemi jsou maják, pláž Anse Source d'argent a chráněné území Veuve Special Reserve. Okolní moře je oblíbeno mezi potápěči. Žije zde endemický lejskovec seychelský, jehož populace je odhadována na 140 až 190 jedinců. Na ostrov byly vysazeny želvy obrovské pocházející z ostrova Aldabra.

## Doprava
Hlavním dopravním prostředkem je jízdní kolo. Původně na ostrově nebyly žádné automobily, nakonec byl pro potřeby turistických zařízení povolen provoz tří vozů.